# Wanda Wiecha
Wanda Wiecha-Wanot, née le 14 mai 1946 à Dillingen (Bavière) en Allemagne, est une joueuse de volley-ball polonaise.

## Carrière
Wanda Wiecha participe aux Jeux olympiques de 1968 à Mexico. Elle remporte la médaille de bronze avec l'équipe nationale de Pologne lors de cette compétition.